# 让·里博
让·里博（Jean Ribault，1520年—1565年），文艺复兴时期欧洲法国雨格诺派教徒。他负责为避难者在北美洲南部地区建立了一个殖民地。尽管其活动以失败而告终，但是，他于1563年出版了《佛罗里达最新发现实录》（英文版）一书。在另一次远航北美的过程中，他被西班牙人所俘获处死。